# Ministère de l'Éducation, de l'Enseignement supérieur et de la Recherche (Italie)
Pour les articles homonymes, voir Ministère de l'Éducation et Ministère de l'Enseignement.

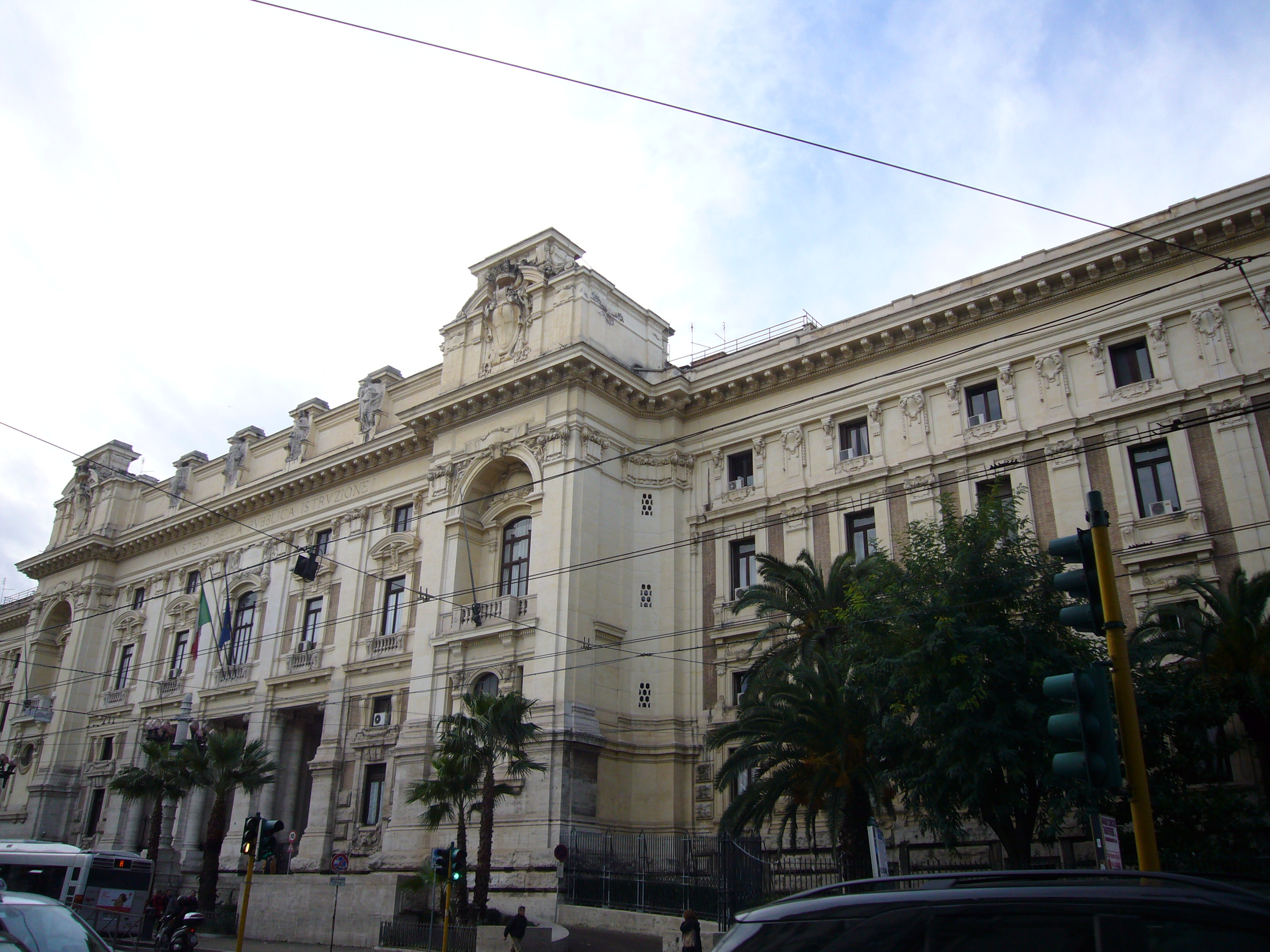
Le siège du ministère en 2010.

Le ministère de l'Éducation, de l'Enseignement supérieur et de la Recherche (en italien : Ministero dell'Istruzione, dell'Università e della Ricerca, abrégé en MIUR) est le ministère du gouvernement de la République italienne chargé du système de l'éducation publique, des établissements d'enseignement supérieur et de la recherche entre 2001 et 2006, puis de 2008 à 2020.

## Contexte historique
La configuration du ministère est liée à la réforme Bassanini, approuvée par le gouvernement D'Alema I par le décret législatif n° 300/1999. La réforme, qui s'inscrivait dans le cadre d'une réorganisation plus large des structures ministérielles, prévoyait la fusion du ministère de l'éducation et du ministère des universités et de la recherche scientifique et technologique (créé par la loi n° 168 du 9 mai 1989) et la création d'un nouveau ministère, le ministère de l'éducation, des universités et de la recherche (MIUR). La réunification est entrée en vigueur en 2001, avec le gouvernement Berlusconi II ; en 2006, cependant, le gouvernement Prodi II a établi une nouvelle séparation du ministère, par la reconstitution du ministère de l'éducation et du ministère de l'université et de la recherche.
Le retour à la structure prévue par la réforme Bassanini a été prévu par la loi 244 du 24 décembre 2007 (la loi de finances 2008). Les deux structures ministérielles ont donc été à nouveau fusionnées en un seul ministère, qui est devenu opérationnel en 2008, avec le gouvernement Berlusconi IV.
Le 9 janvier 2020, le gouvernement Conte II décide à nouveau, par le biais d'un décret-loi, de scinder le ministère en deux, le ministère de l'Éducation d'une part et le ministère de l'Université et de la Recherche d'autre part.

## Fonctions
Le ministère était responsable de l'éducation dans les écoles (réforme Bassanini) de tous niveaux, tant publiques que privées (pour ces dernières, limitées aux programmes). Il supervise les institutions universitaires, auxquelles la Constitution accorde un haut degré d'autonomie en vertu de l'article 33. Il a supervisé la recherche de l'État à travers les structures appropriées. Par l'intermédiaire de l'administration centrale, elle planifiait et dirigeait les politiques éducatives qui étaient ensuite mises en œuvre et gérées localement par les bureaux régionaux, les bureaux d'ambiance territoriale (UAT) et les établissements d'enseignement individuels. Le site web officiel de la Miur était un point de référence pour les communications officielles. Mais le portail en ligne d'Istanze était tout aussi important. Ce dernier était un site consacré à la rationalisation des procédures administratives.

## Organisation
Le ministère de l'Éducation, des Universités et de la Recherche a été réorganisé par le décret du Premier ministre n° 98 du 11 février 2014 sur le "Règlement sur l'organisation du ministère de l'Éducation, des Universités et de la Recherche".

### Bureaux de support
Il s'agissait de bureaux de collaboration directe avec le ministre
- le Bureau du Cabinet
- le secrétariat du ministre
- le secrétaire particulier du ministre
- le bureau législatif
- le service de presse
- le service d'audit interne
- le secrétariat technique du ministre
- Secrétariats des secrétaires d'État

Les sous-secrétaires d'État utilisent le Bureau du Cabinet, le Bureau législatif  et le Bureau du conseiller diplomatique qui travaillent au sein du Bureau du Cabinet.

### Structure centrale
Le MIUR était divisé en 3 départements :
- Département du système éducatif de l'éducation et de la formation, divisé en 3 directions générales :
  - Direction générale de la réglementation scolaire et de l'évaluation de l'éducation nationale
  - Direction générale du personnel scolaire
  - Direction générale des étudiants, de l'intégration et de la participation
- Département de l'enseignement supérieur et de la recherche, subdivisé en 3 directions générales
  - Direction générale de la planification, de la coordination et du financement des établissements d'enseignement supérieur
  - Direction générale de la coordination, de la promotion et de la valorisation de la recherche
  - Direction générale des étudiants, du développement et de l'internationalisation de l'enseignement supérieur
- Département de la planification et de la gestion des ressources humaines, financières et instrumentales, divisé en 3 directions générales
  - Direction générale des ressources humaines et financières
  - Direction générale des contrats, des marchés publics et des systèmes d'information et statistiques
  - Direction générale des interventions en faveur des établissements scolaires, de la gestion des Fonds structurels pour l'éducation et de l'innovation numérique

Divers organes, comités ou commissions étaient présents au niveau central :
- CUN - Conseil national des universités (Consiglio Universitario Nazionale). Organe électif représentant les institutions universitaires autonomes et consultatif auprès du ministre
- CSPI - Conseil de l'enseignement supérieur (Consiglio superiore della Pubblica istruzione).

Garantir au niveau central la représentation et la participation des différentes composantes de l'école. Il n'a exprimé que des avis facultatifs sur la politique du personnel scolaire sur la base des directives du ministre, sur les objectifs, les orientations et les normes du système éducatif et enfin sur l'organisation générale de l'enseignement. Les questions à soumettre au Conseil sont déterminées par le Président après consultation du Bureau, proposées par au moins 5 conseillers et soumises à l'approbation du Conseil.
- CNAM - Conseil national de l'enseignement supérieur artistique et musical (Consiglio nazionale per l'alta formazione artistica e musicale.). Organisme créé par décret ministériel du 5 juillet 2000, qui exerce des compétences consultatives dans le domaine de la haute formation artistique et musicale, conformément à la loi 508/99 sur la réforme des académies et des conservatoires.
- CNSU - Conseil national des étudiants universitaires (Consiglio nazionale degli studenti universitari). Organisme consultatif représentant les étudiants universitaires
- CNPC - Conseil national des présidents de conseils (Consiglio nazionale dei presidenti delle consulte). Organe consultatif représentant les élèves du secondaire
- CEPR - Comité d'experts pour la politique de recherche (Comitato di esperti per la politica della ricerca). Organe consultatif pour la politique de la recherche et pour produire des études sur l'état de la recherche, au niveau national et international.
- CNVSU - Comité National pour l'Evaluation du Système Universitaire (Comitato nazionale per la valutazione del sistema universitario), prévu par l'art. 2 de la loi n. 370 du 19 octobre 1999, et institué par Décret Ministériel du 4 avril 2000, a succédé à l'Observatoire pour l'Evaluation du Système Universitaire
- CIVR - Comité directeur de l'évaluation de la recherche (Comitato di indirizzo per la valutazione della ricerca). Il a pour mission de définir les critères généraux d'évaluation des résultats de la recherche et de promouvoir l'expérimentation de nouvelles méthodologies d'évaluation, en faveur de la qualité de la recherche scientifique nationale, conformément à l'art. 5 du décret législatif 204/98, modifié par le décret législatif 381/98 et dont le décret ministériel du 24 novembre 1999 a réglementé l'organisation et le fonctionnement.
- Groupe de travail conjoint CNAM-CUN. Créé par décret ministériel du 21 février 2008, il a pour objectif d'établir des formes utiles de collaboration mutuelle et constante entre les deux systèmes d'enseignement supérieur, en recherchant toute forme de synergie institutionnelle et en mettant en valeur les spécificités des deux systèmes. Le groupe de travail est composé de six membres égaux, dont trois sont désignés par le Conseil national des universités (CUN) et trois par le Conseil de l'enseignement supérieur de l'art et de la musique (CNAM).

### Structure territoriale
Au niveau périphérique, le MIUR était divisé en plusieurs bureaux :
- 18 Bureaux scolaires régionaux (Uffici scolastici regionali - USR). Ce sont des centres autonomes de responsabilité administrative, ils mettent en œuvre les dispositions des départements et jouent le rôle de soutien et de conseil direct aux écoles individuelles, en organisant leurs bureaux sur le territoire.
- 104 Bureaux territoriaux - (Uffici con competenza per ambiti territoriali - AT) Dépendant de l'USR, ils appliquent les dispositions des bureaux régionaux et du ministère, en tant que point intermédiaire pour les établissements d'enseignement. Les AT sont répartis sur la quasi-totalité du territoire national.

Les dispositions relatives aux régions et aux provinces autonomes, conformément à l'article 6 du décret présidentiel 347/2000, ne sont pas affectées. En particulier, il n'y avait pas de RSU dans le Val d'Aoste et le Trentin-Haut-Adige. En Sicile, en ce qui concerne l'organisation de l'administration scolaire, les dispositions prévues par les statuts respectifs et leurs règlements d'application ou adoptées sur la base de ceux-ci continuent à s'appliquer, notamment l'article 9 du décret présidentiel n° 246 du 14 mai 1985.

## Organismes contrôlés
Le MIUR a supervisé les organes suivants :
- Agence spatiale italienne - ASI (Agenzia Spaziale Italiana)
- Zone de recherche scientifique et technologique de Trieste - Parc scientifique AREA ;
- Conseil national de la recherche - CNR (Consiglio Nazionale delle Ricerche);
- Institut italien d'études germaniques (Consiglio Nazionale delle Ricerche;
- Institut national d'astrophysique - INAF (Istituto nazionale di astrofisica);
- Institut national de hautes mathématiques "Francesco Severi" - INDAM (Istituto nazionale di alta matematica);
- Institut national de physique nucléaire - INFN (Istituto nazionale di fisica nucleare);
- Institut National de Géophysique et de Volcanologie - INGV (Istituto Nazionale Geofisica e Vulcanologia);
- Institut national d'océanographie et de géophysique expérimentale - OGS (Istituto nazionale di oceanografia e di geofisica sperimentale);
- Institut national de recherche métrologique - INRIM (Istituto nazionale di ricerca metrologica);
- Musée historique de la physique et Centre d'études et de recherches "Enrico Fermi" ;
- Station zoologique Anton Dohrn ;
- Institut national pour l'évaluation du système éducatif d'éducation et de formation - Institut INVALSI[1] ;
- Institut national de l'innovation documentaire et de la recherche en éducation - INDIRE (Istituto Nazionale di Documentazione, Innovazione e Ricerca Educativa)[2].

## Source
- (en) Cet article est partiellement ou en totalité issu de l’article de Wikipédia en anglais intitulé « Ministry of Education, Universities and Research (Italy) » (voir la liste des auteurs).